# 監獄長
監獄長又稱典獄長，是掌管监狱的官员。监狱长负责监督监狱内的所有业务。监狱的规模各不相同，有些监狱可容纳数千名囚犯。監獄長要负责监狱的安全、監督监狱工作人员(包括狱警、狱医、看门人、厨师等)的工作表现、負責资金管理、维护監獄的设施和囚犯的福利。